# Міллерсбург (Індіана)
Міллерсбург (англ. Millersburg) — місто (англ. town) в США, в окрузі Елкгарт штату Індіана. Населення — 957 осіб (2020).

## Географія
Міллерсбург розташований за координатами 41°31′35″ пн. ш. 85°41′46″ зх. д. / 41.52639° пн. ш. 85.69611° зх. д. (41.526490, -85.696204).  За даними Бюро перепису населення США в 2010 році місто мало площу 1,41 км², уся площа — суходіл. В 2017 році площа становила 1,67 км², уся площа — суходіл.

## Демографія
Згідно з переписом 2010 року, у місті мешкали 903 особи в 324 домогосподарствах у складі 244 родин. Густота населення становила 641 особа/км².  Було 345 помешкань (245/км²).
Расовий склад населення:
| - 97,0 % — білих - 0,9 % — корінних американців - 0,6 % — чорних або афроамериканців - 1,1 % — осіб інших рас |

До двох чи більше рас належало 0,4 %. Частка іспаномовних становила 4,4 % від усіх жителів.
За віковим діапазоном населення розподілялося таким чином: 30,1 % — особи молодші 18 років, 60,7 % — особи у віці 18—64 років, 9,2 % — особи у віці 65 років та старші. Медіана віку мешканця становила 33,1 року. На 100 осіб жіночої статі у місті припадало 104,3 чоловіків;  на 100 жінок у віці від 18 років та старших — 99,7 чоловіків також старших 18 років.
Середній дохід на одне домашнє господарство  становив 56 505 доларів США (медіана — 45 789), а середній дохід на одну сім'ю — 62 951 долар (медіана — 47 000). За межею бідності перебувало 9,4 % осіб, у тому числі 14,5 % дітей у віці до 18 років та 8,7 % осіб у віці 65 років та старших.
Цивільне працевлаштоване населення становило 523 особи. Основні галузі зайнятості: виробництво — 47,2 %, роздрібна торгівля — 13,0 %, освіта, охорона здоров'я та соціальна допомога — 8,4 %, мистецтво, розваги та відпочинок — 8,2 %.